# Синиченко, Валентин Эммануилович
Валентин Эммануилович Синиченко (15 февраля 1914, Одесса, Херсонская губерния, Российская империя — 29 июня 1976, Ташкент, Узбекская ССР, СССР) — советский художник кино. Народный художник Узбекской ССР (1965). Лауреат Государственной премии Узбекской ССР имени Хамзы (1977, посмертно).

## Биография
В 1937 году окончил студию изобразительных искусств Одесского художественного института. В 1934—1938 годах работал художником-мультипликатором Одесской киностудии, затем — художником этой студии в 1938—1941 годах.
Затем уехал в Ташкент, где с 1941 года работал художником-декоратором и выполнял эскизы мастерам художественной вышивки. С 1958 года — работал художником киностудии «Узбекфильм», затем — главным художником этой студии с 1964 года.
Умер в 1976 году и похоронен на Домбрабадском кладбище.

## Фильмография
- 1945 — Тахир и Зухра
- 1948 — Дочь Ферганы
- 1951 — Пахта-Ой
- 1953 — Бай и батрак
- 1954 — Новоселье
- 1955 — Встретимся на стадионе
- 1956 — Священная кровь
- 1957 — По путёвке Ленина
- 1958 — Очарован тобой
- 1959 — Фуркат
- 1961 — Отвергнутая невеста
- 1963 — Пятеро из Ферганы
- 1963 — Самолёты не приземлились
- 1965 — Листок из блокнота
- 1965 — Одержимый
- 1966 — Поэма двух сердец
- 1967 — Генерал Рахимов
- 1969 — Минувшие дни
- 1969 — Он был не один
- 1970 — Слепой дождь
- 1971 — Неожиданное рядом
- 1972 — Этот славный парень
- 1973 — Одна среди людей
- 1974 — Главный день
- 1976 — Повесть о двух солдатах

## Награды
- 1965 — Народный художник Узбекской ССР
- 1968 — Диплом жюри творческому коллективу на Всесоюзном кинофестивале в Ленинграде (фильм «Генерал Рахимов»)
- ? — Орден «Знак Почёта»
- 1977 — Государственная премия Узбекской ССР имени Хамзы (посмертно)[1]